# Десять (фільм, 1927)
«Де́сять» (інші назви «10», «Десять років») — український радянський втрачений комбінований графічно-документальний агітаційний фільм 1927 року Центральної мультиплікаційної майстерні ВУФКУ режисерства В'ячеслава Левандовського.
Фільм виконано у техніці комбінованої анімації, з поєднанням мальованої анімації і натурного кіно. Стрічка складається з трьох частин, загальний метраж фільму — 1055 метри. Вважається втраченим.

## Сюжет
«Діаграми оживають, ілюструючи плани і досягнення влади за 10 років. В різних епізодах хронікально-документальний матеріал поєднувався з анімаційною графікою. Зроблена за матеріалами Держплану, картина «у живих діаграмах» показувала здобутки Жовтня. Журнал «Кіно» писав: «10» — не тільки масовий агітатор за Радвладу — це перший культфільм статистики революційного будівництва УРСР».

## Творча команда
- Режисер: В'ячеслав Левандовський
- Сценарист: В'ячеслав Левандовський
- Аніматори: Володимир Дев'ятнін, Георгій Дубинський, Б. Туровський
- Оператор: Євген Макаров